# Abbazia dei santi Severo e Martirio
L'Abbazia dei santi Severo e Martirio si trova in località Badia 8 presso Orvieto in provincia di Terni.

## Storia
Fonti storiche attestano l'abbazia sin dal 1055, poi la struttura venne più volte modificata.
Il complesso abbaziale probabilmente è stato edificato su una precedente chiesa dedicata a San Silvestro.
Fino al 1221 vi furono i monaci benedettini poi, questi monaci furono allontanati da Orvieto per dissidi con l'allora papa Onorio III e sostituiti con i monaci premostratensi.
In epoca imprecisata furono aggiunti il chiostro, il refettorio e l'aula capitolare ad opera dei monaci premostratensi, mentre la chiesa risale al XII secolo.
In epoca recente (verosimilmente dal XX secolo) il complesso abbaziale è diventato una struttura alberghiera.

## Descrizione
A destra dell'ingresso si trova l'oratorio del Crocifisso con affresco del crocifisso e santi.
Nell'oratorio dei santi Agostino e Severo vi è un affresco della Madonna con Bambino con i santi.

### La chiesa
La chiesa è a navata unica e volta a vela.
Il portale è a sesto acuto.
Il pavimento è in stile cosmatesco.
L'altare consta di paliotto con bassorilievi.
Sul retro della chiesa si trova una piccola abside.
L'interno è suddiviso in due piani:
- nel primo piano è dedicato al coro;
- il pianterreno invece al vestibolo.

### Il campanile
Il campanile ha la pianta dodecagonale e risale alla prima metà del XII secolo.
Nell'ordine superiore vi sono delle bifore cui, nel XIII secolo, furono aggiunte delle monofore.
La caratteristica torre consta di una campana denominata "Viola" per la sua sonorità soavi.